# Верх-Ушнур
Верх-Ушнур (мар. Ушнур) — село в Советском районе Республики Марий Эл. Административный центр Верх-Ушнурского сельского поселения.

## География
Находится в центральной части республики Марий Эл на расстоянии приблизительно 9 км по прямой на восток от районного центра посёлка Советский.

## История
Село известно с 1760 года, когда здесь (тогда село Покровское) была построена деревянная Петропавловская церковь. В 1816 году было закончено строительство каменной церкви (закрыта в 1939 году и в середине 1950-х годов разрушили). В советское время работали колхозы имени Будённого, «У илыш», позднее СПК «У илыш».

## Население
Население составляло 525 человек (мари 88 %) в 2002 году, 537 в 2010.

## Известные уроженцы
Попов Виктор Александрович (1916—1998) — советский военный деятель. В годы Великой Отечественной войны — офицер разведки штаба 868 стрелкового полка 287 стрелковой дивизии на 1 Белорусском фронте, капитан. Представлялся к званию Героя Советского Союза, но был награждён орденом Ленина (1945). Член ВКП(б) с 1942 года.